# 3Arena, Dublin
3Arena (tidigare The O2) är en inomhus konsert- och evenemangsarena i Dublin i Irland. Arenan öppnade 16 december 2008 och byggdes på samma plats som den tidigare, mindre, konsertlokalen Point Theatre (1988–2007). Arenan hette ursprungligen The O2 och hade teleoperatören O2 som huvudsponsor, men bytte namn 4 september 2014 då teleoperatören Three Ireland med varumärket 3, tog över företagets irländska verksamhet. Den kan ta upp till 13 000 i publik.
Arenan ägs av Apollo Leisure Group Ltd och drivs av Live Nation. Den tillhör topp 10 vad gäller biljettintäkter för konsertarenor i världen.